# Den jyske forbindelse
Den jyske forbindelse er en dansk kortfilm fra 1999, der er instrueret af Linda Krogsøe Holmberg efter manuskript af hende selv og Søren Frellesen.

## Handling
En morgen ringer det på døren hos Anders. Udenfor står Britt som er kommet til København med 9-toget fra Sønderjylland, højgravid med en kuffert. Anders aner ikke hvem Britt er, hun kunne teoretisk set godt være en, han har mødt på en turne med sit band, men hans kæreste Anna kommer hjem samme dag, så det gælder om at få Britt skaffet af vejen. Han beder sine to venner Henning og Asger om hjælp, men der er ikke meget hjælp at hente, og tiden går.